# South Vinemont
South Vinemont – miasto w Stanach Zjednoczonych, w stanie Alabama, w hrabstwie Cullman. W roku 2023 miasto zamieszkiwało 609 osób, a gęstość zaludnienia wynosiła 265,9 osoby/km².